# 総統官房

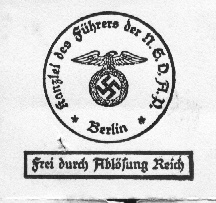
総統官房の印章

総統官房（そうとうかんぼう、独: Kanzlei des Führers der NSDAP、略称：Kdf）は、国家社会主義ドイツ労働者党（ナチ党）の機関である。ナチ党指導者（総統）アドルフ・ヒトラーの直属機関で、主にヒトラー宛の嘆願書や恩赦などの申請を管理し、後にT4作戦の担当機関ともなった。

## 概要
総統官房の設立は、1933年の党大会で決議された。この機関は、以下の3つの当局と同様、アドルフ・ヒトラーの指導的役割を強調することを目的としていた。
- オットー・マイスナーのベルリン大統領府（後の大統領官房）
- ハンス・ハインリヒ・ラマースの首相官邸の首相官房
- マルティン・ボルマンのミュンヘン党本部の党官房（1941年までルドルフ・ヘスの「副総統官房」）

フィリップ・ボウラーは1934年11月17日に総統官房長に就任した。当初、本部はベルリンのLützowuferに構えられ、その後、総統官邸のフォスシュトラーセ（de:Voßstraße）4番地に移された。1939年時点で、4,195人の職員を有していた。総統官房が主に担当した業務は以下の通りである。
1. 救済措置の申請。1938年以降、総統官房は党員の恩赦申請に対する発言権を持っていた。しかし、司法当局の管轄から独立した行動は実現しなかった。
2. 外貨の管理や経済援助、利権の付与などに関する申請の担当。
3. ニュルンベルク法による婚姻禁止の免除や「遺伝性疾患の子孫の保護に関する法律」による強制不妊手術の申請の処理。

いわゆるT4作戦は、上記の3番目の領域から発足した。早くも1939年4月から、ハンス・ヘフェルマンはいわゆる子供の安楽死計画を委託されていた。7月末頃からは、精神障害者の大量殺戮の計画が始まった。1939年9月1日付けのアドルフ・ヒトラーの書簡によると、ボウラーとヒトラーの主治医であるカール・ブラントを安楽死計画の将校として指名している。
ボウラーは総統官房の関与を公に隠蔽するために、T4作戦の管理をヴィクトール・ブラックSS上級大佐へ委任していた。執行にあたって、『特定患者輸送の為の非営利団体（GemeinnützigeKrankentransport, GmbH）』と称した偽装組織が設立され、その中でラインホルト・フォアベルクが責任者となった。総統官房の職員がこれらの組織で活動している間は、偽名を使用していた。1940年4月頃から、これら組織の事務所はベルリンのティーアガルテン通り4番地（Tiergartenstrasse 4）にあり、この住所から『T4-中央事務所（Central OfficeT4）』という名が付けられた。

## 組織
総統官房は5つの主要部署に分割されており、特に第Ⅱ局はボウラーの副官でもあったヴィクトール・ブラックの下で特別な任務を負った。
総統官房長：全国指導者フィリップ・ボウラー
副官：カール・ミヒェル・フォン・テュースリングSS少佐
- 第Ⅰ局『個人官房部』：局長 ― 上級勤務指導者アルベルト・ボルマン
- 第Ⅱ局『国家及び党問題』：局長 ― 上級勤務指導者ヴィクトール・ブラック
  - 第Ⅱ局a課『第Ⅱ局副責任課』：課長 ― 上級地域指導者ヴェルナー・ブランケンブルク
  - 第Ⅱ局b課『国家省庁に関する事項、また恩赦の管理課』：課長 ― 全国指導部局長ハンス・ヘフェルマン
代理：リヒャルト・フォン・ヘーゲナー
  - 第Ⅱ局c課『国防軍、警察、SD及び教会担当課』：課長 ― 局長ラインホルト・フォアベルク
  - 第Ⅱ局d課『党内問題担当課』：課長 ― 局長ブーフホルツ
1942年よりブリュメル

- 第Ⅲ局『党及び官邸政務担当』：局長 ― 上級勤務指導者ヒューベルト・ベルケンカンプ
1941年よりクルト・ギーゼ
- 第Ⅳ局『社会経済問題』：局長 ― 本部局長ハインリヒ・クニリム
- 第Ⅴ局『内務及び人事』：局長 ― 上級勤務指導者ヘルベルト・イェンシュ

## 戦時中の総統官房
第二次世界大戦中の1942年頃から、総統官房はその重要性を失いつつあった。総統官房は、個々の決定が必要な場合にのみ恩赦の要求に責任を負ったが、最終的な判断はボルマンの党官房によって行われた。戦争の影響より、1942年に職員の数は137人にまで減少した。また、ボウラーは意志が弱く決定を下すのをためらっている人物と周囲から考えられていたが、1940年頃より占領地における自分の新天地を模索しており、アフリカ占領地域の国家弁務官となる構想を抱いていた。
T4作戦当局は、1941年8月の安楽死計画の廃止後も存続していたが、事実上、総統官房から独立した状態となっていた。以前に「安楽死計画の補助員」として勤務していた92人は、1941年9月以降に東部占領地域へ異動しており、その多くは約170万から190万人のポーランド系ユダヤ人の殺害やラインハルト作戦時の絶滅収容所への移送に大きく関与したが、総統官房によって管理され、給与が支払われた。また、当時のT4事務当局はオディロ・グロボクニクが人事担当の責任者となっていたが、総統官房は人事問題に対する管理を保持していた。
1945年10月10日の連合国管理理事会法第2号により、総統官房は禁止され、その財産は没収された。